# Thân Thuộc
Thân Thuộc là một xã thuộc huyện Tân Uyên, tỉnh Lai Châu, Việt Nam.

## Địa giới hành chính
Đông giáp xã Trung Đồng; Tây giáp các xã Nậm Cần và Mường Khoa; Nam giáp các xã Pắc Ta và Nậm Cần; Bắc giáp thị trấn Tân Uyên.

## Lịch sử hành chính
Tháng 4 năm 2008, 6,188 ha diện tích tự nhiên và 3,975 người của xã Thân Thuộc được tách ra để thành lập xã Trung Đồng; 2,567 người của xã Thân Thuộc cùng với toàn bộ 7.094,91 ha diện tích tự nhiên và 5,156 người của thị trấn Nông Trường Than Uyên lập thành thị trấn Tân Uyên.
Tháng 10 năm 2008, xã Thân Thuộc chuyển từ huyện Than Uyên về huyện Tân Uyên mới thành lập.